# Матильда Савойская
Матильда (Мехтильда) Савойская (1390 — 4 мая 1438 или 14 мая 1438, Гермерсхайм) — дочь Амадея, принца Ахея, и Екатерины Женевской.

## Брак и дети
С 30 ноября 1417 года вторая супруга курфюрста Пфальца Людвига III.
У Матильды было пятеро детей:
- Матильда (7 марта 1419 — 1 октября 1482)
  - первый муж (с 1434) — граф Людвиг I Вюртембергский
  - второй муж (с 1452) — герцог Альбрехт VI Австрийский
- Людвиг IV (1 января 1424 — 13 августа 1449)
- Фридрих I (1 августа 1425 — 12 декабря 1476)
- Рупрехт (27 февраля 1427 — 26 июля 1480), архиепископ Кёльна
- Маргарита (ок. 1428 — 23 ноября 1466), монахиня